# پازل (فیلم ۲۰۱۸)
پازل (به انگلیسی: Puzzle) فیلمی محصول سال ۲۰۱۸ و به کارگردانی مارک ترتلتاب است. در این فیلم بازیگرانی همچون کلی مکدونالد، عرفان خان، دیوید دنمان، بابا ویلر، آستین آبرامز، لیو هیوسن ایفای نقش کرده‌اند.